# Diecéze Ávila
Diecéze Ávila je římskokatolická diecéze nacházející se ve Španělsku.

## Území
Zahrnuje území provincie Ávila.
Biskupským sídlem je město Ávila, kde se nachází hlavní chrám, katedrála Krista Spasitele.

## Historie
Podle tradice je evangelizace území Ávily spojena se svatým Secundem, který byl vyslán apoštolem Petrem. Tradice je čistě legendární, protože kult svatého Secunda v Ávile je doložen až roku 1564.
Diecéze vznikla pravděpodobně v poslední čtvrtině 4. století. Z tohoto období pochází zmínky o heretickém biskupu Priscillianovi, který byl roku 385 popraven v Trevíru. Po další dvě století však nejsou známa žádná další jména biskupů a žádný biskup z Ávily nebyl přítomen na prvních vizigótských koncilech. Na začátku 8. století bylo území obsazeno Araby.
Na začátku 11. století bylo území dobyto křesťany a kolonizováno křesťanským obyvatelstvem přicházejícím ze severu. Roku 1100 byla diecéze svěřena biskupovi z Valencie. Stala se součástí církevní provincie arcidiecéze Santiago de Compostela. Roku 1138 stanovil papež Inocenc II. hranice diecéze.
Dne 4. července 1857 se stálá součástí církevní provincie Valladolid.

## Související stránky
- Seznam ávilských biskupů
- Římskokatolická církev ve Španělsku
- Katedrála Krista Spasitele (Ávila)